# بل ۵۳۳
بل ۵۳۳ (به انگلیسی: Bell 533) یک بالگرد ساختِ کارخانهٔ بل هلیکوپتر در کشور ایالات متحده آمریکا و کانادا است. نخستین استفاده‌کنندهٔ این بالگرد نیروی زمینی ایالات متحده آمریکا بوده‌است. این بالگرد برای نخستین بار در ۱۰ اوت ۱۹۶۲ میلادی مورد استفاده قرار گرفت.